# 臺中市私立青年高級中學
臺中市私立青年高級中學（簡稱青年高中）是一所位於中華民國臺中市大里區的私立綜合高中。1971年由蔡少明等人創立。

## 歷史

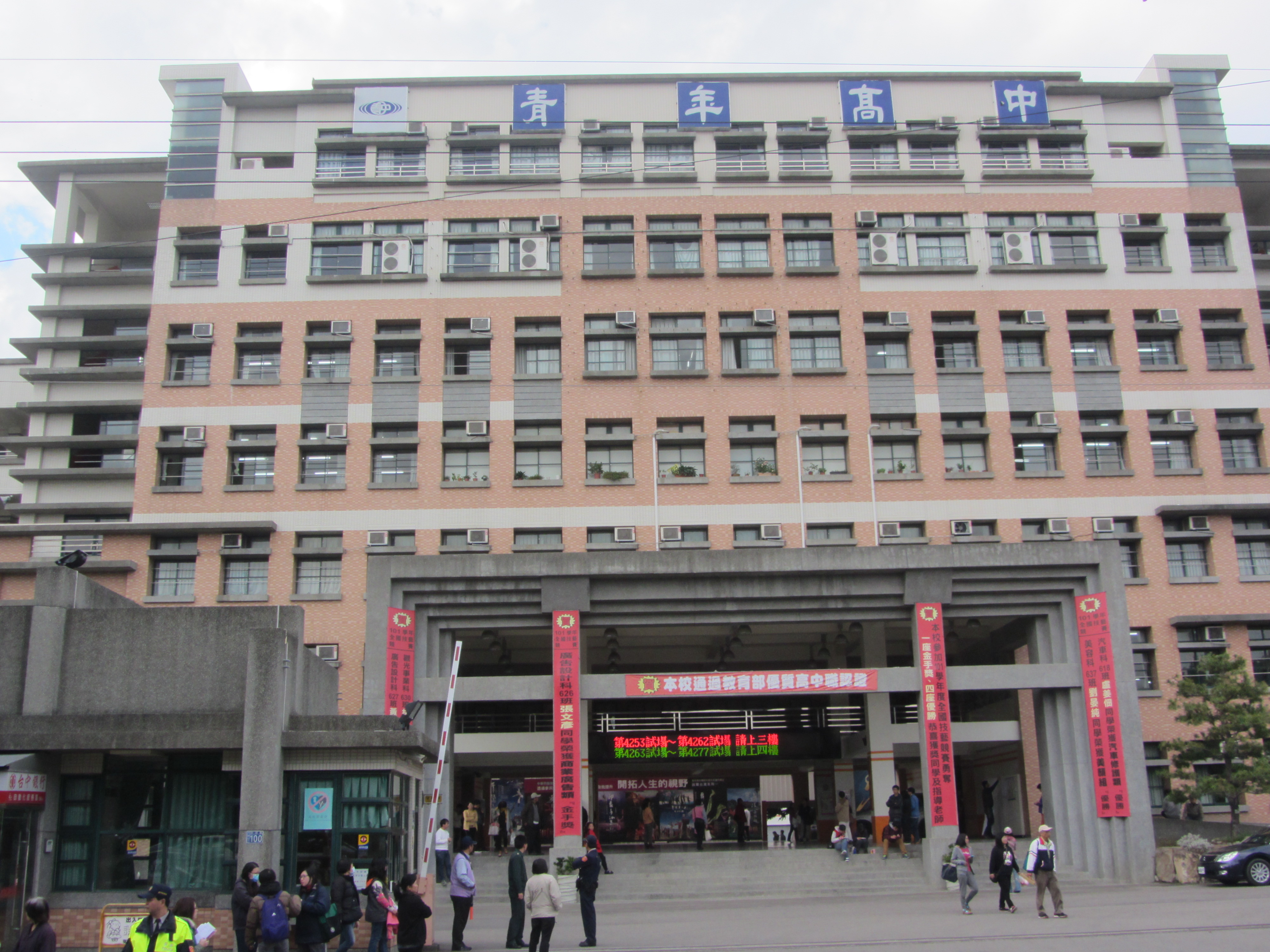
校門

- 民國60年，於大里鄉中興路創校，創辦人蔡少明，首任校長劉孝炎，普通科核准招收3班，興建四樓行政大樓，興建3500坪運動場。
- 民國61年，核准設立機工、電工科，成立附設夜間補 習學校，擴建南側教學大樓。工科實習工廠完工。
- 民國62年，核准設立全國首創的電影電視科，核准設立汽車修護科，北側教學大樓及教職員宿舍大樓完工。
- 民國68年，「鏡心堂」完工，設立電子科，成為除普通科外有5個職業類科之綜合中學，增購校車16輛，增建南北教學大樓為4樓，新建電機和電子科實習工廠，擴建汽修科實習工廠，於行政大樓修建圖書館乙座，面積200平方公尺、座位 120席、空調、藏書3萬餘冊，創辦人名之為 「文華館」。
- 民國73年，新建網球3座，新建排場3座。
- 民國76年，增設家事類幼保科、室內佈置科。
- 民國77年，增設美容科、工業類資訊科。
- 民國82年，新購校車4輛，整建學生宿舍。增建學生宿舍，增建電子科、美容科實習工場。
- 民國85年，增設商業類資料處理科，設科範圍涵蓋普通、藝術、工業、商業、家事5大類群。
- 民國88年，921地震校舍被破壞殆盡，僅存藝術大樓、北樓及電子機實習工廠和汽車科實習工廠。修建北樓及電腦教室，增建組合教室及辦公室。
- 民國89年，附設夜間補習學校改名為進修部，新建電腦專業實習教室4間。
- 民國91年，申請設立綜合高中，同年4月核准通過設立9個不同學程，其中餐飲管理學程、應用外語學程、食品烘焙學程為新設立之學程。
- 民國93年，增設商業類餐飲管理科。
- 民國94年，綜合高中暫停招生。
- 民國95年，增設商業類觀光科。
- 民國96年10月，中西餐大樓啟用。[1]
- 民國105年3月，遊藝樓啟用。
- 民國105年9月，由於舊款夏季制服與大慶商工相似[2]，因此決定夏季制服改款，由黑色水手服配黑色制式百折裙改為白色水手服配黑白雙色格紋A字裙。[3]
- 民國110年3月，新設表演藝術科是從舊電影電視分科為表藝科和新影視科。因此影視科的幕前將被抽出來獨立成表藝科。

## 校訓
手上有藝，肩上有擔。
臉上有笑，心中有愛。
目中有人，腹中有墨。

## 歷任校長
| 任別 | 任期                          | 姓名   | 更動原因       |
| ---- | ----------------------------- | ------ | -------------- |
| 1    | 1971年 －1979年               | 劉孝炎 |                |
| 2    | 1979年 －1993年               | 蔡松齡 |                |
| 3    | 1993年 －2000年               | 曾清來 | 原陸興中學校長 |
| 4    | 2000年 －2001年               | 蔡芬芳 |                |
| 5    | 2001年 －2003年4月            | 林長成 |                |
| 代理 | 2003年4月31日 －2008年8月     | 賴建成 | 主任代理       |
| 6    | 2008年8月 －2009年8月         | 蔡芬芳 |                |
| 代理 | 2009年8月 －2010年2月         | 賴建成 | 實習處主任代理 |
| 7    | 2010年2月1日 －2023年8月      | 賴建成 |                |
| 代理 | 2023年8月1日 － 2024年1月31日 | 洪煜勳 | 教務處主任代理 |
| 8    | 2024年2月1日-                 | 薛東埠 |                |

## 校內社團
體能性社團

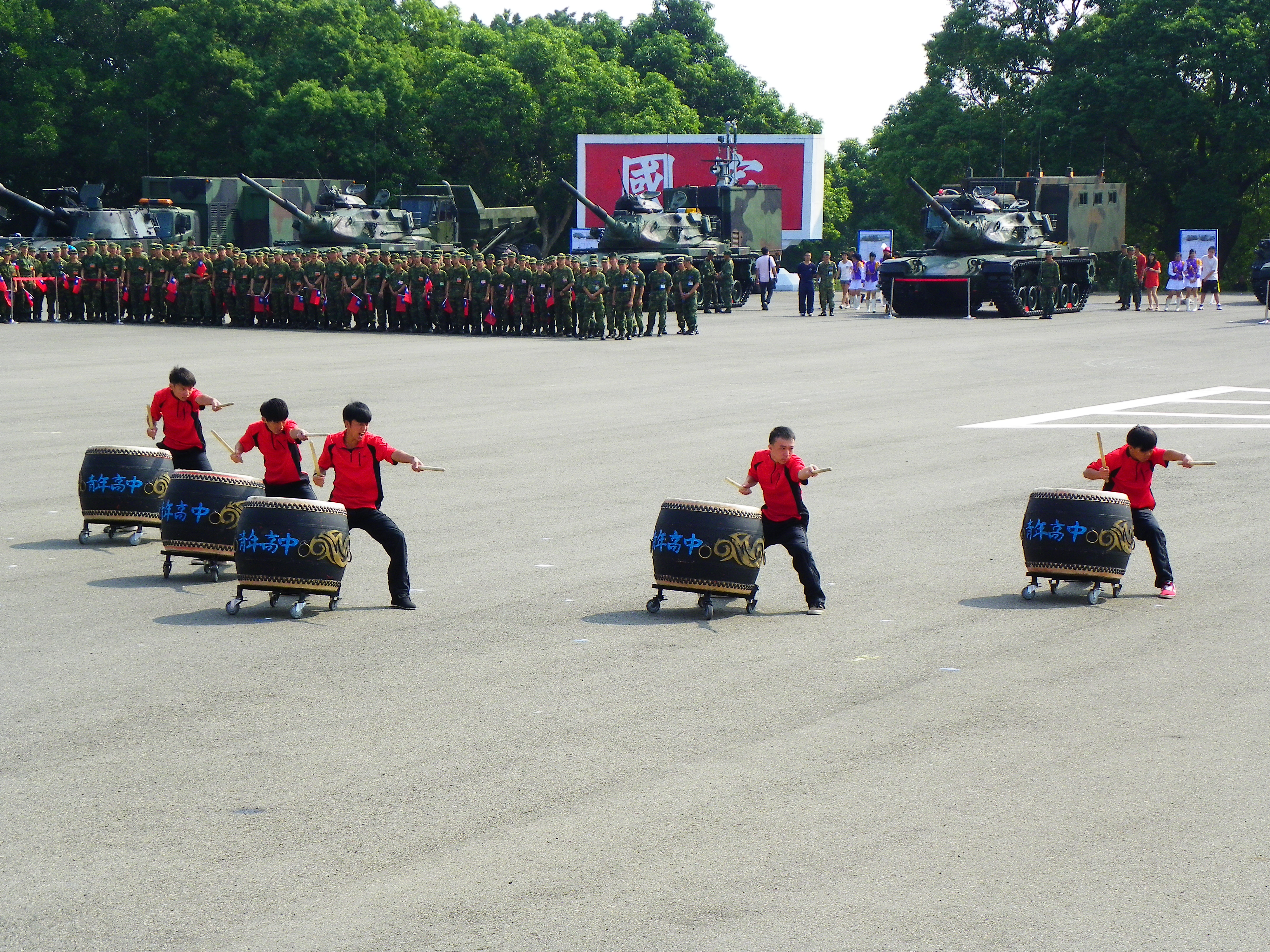
青年高中大鼓隊於成功嶺表演（2012年）

國術社、跆拳社、熱舞社、籃球社、攀岩社、桌球社、羽球社、流行舞社、慢速壘球社、排球社、田徑社、
藝文及學術性社團
合唱團、原住民舞蹈社、大鼓社、廣播社、Q版漫畫社、校刊編輯社、自然生態社、英語會話社、圖書閱覽社、原住民文化社、動力車輛社、圍棋社、統測數學社、中英文輸入社、電腦軟體應用社、學聯會、生活教育社、正心靜坐社、標準調酒社、班級讀書會、機車研究社、電腦組裝社、異國料理研究社、電腦美工應用社、電腦網路社、芳香療法社、指甲彩繪社、熱音社
康樂性社團
撞球社、保齡球社、棋藝社、橋牌社、象棋社、BBOX社、電影賞析社、音樂欣賞社、電影欣賞社、牌藝社、卡通電影研習社、漫畫社、棋藝社、寵物愛好社、街舞社、
服務性社團
志工服務社、糾察隊、環保志工社、儀隊、交通管制隊、樂隊、環保義工、秩序評分員
技能性社團
手工拼豆社、指甲彩繪社、整體造型社、餐飲技藝社、基礎拼布社、紙黏土社、藝術香皂社、串珠社、台灣大鼓社、髮型技術社、指壓社、表演藝術社、洗頭按摩社

## 活動
- 全校科際、班際運動競賽：拔河比賽、籃球賽、壘球賽、排球賽、十人11腳、大隊接力賽
- 榮譽團隊：籃球隊、儀隊、樂隊、競技啦啦隊、原住民文化社、台灣大鼓隊、街舞表演隊、田徑隊
- 母親節孝親、教師節敬師活動。
- 辦理原住民部落文化巡禮活動。
- 辦理台中縣童軍行義羅浮大露營活動。
- 辦理創意愛國歌曲軍歌比賽。
- 辦理期末音樂會。
- 選拔閃亮科星：讓每一個值得肯定的人受到讚揚，讓感人的事蹟芬芳校園。
- 推行友善校園活動。
- 舉辦卡拉OK甲、乙組比賽。
- 舉辦熱門音樂會。
- 辦理校慶園遊會。
- 參加全國青少年原住民傳統歌謠比賽。
- TA探索教育訓練課程。
- 文宣

## 籃球隊
高中籃球聯賽HBL。

### 初期
2004年7月，在校方支持，並請來卜美可教練指導下，青年高中籃球隊成軍。
和北台灣豪強相比，青年高中資源嚴重匱乏，不僅招生困難，甚至要頂著冬寒夏暑在戶外操課，不過靠著加倍努力與不服輸的精神，彌補不足的天份，這支以雲豹作為吉祥物的中台灣球隊開始崛起。

### 中台灣一哥
96學年度，青年高中隊史首度晉級HBL16強預賽。
97學年度更是飛躍性突破，不僅前進高雄12強，更搭上8強列車，最後收下第5名，替長久以來被戲稱為「籃球沙漠」的中台灣爭了一口氣。99、100學年度，青年高中都能闖進8強，拿下第8名和第6名的成績。
103學年度，徐國宏教練接下卜美可的總教頭職務。
104學年度，青年高中第4次晉級8強，但前4戰一勝難求，即使最後追平高苑工商，比較勝負關係後還是與小巨蛋緣慳一面。

### 面臨考驗
105學年度，青年高中以C組第2名前進高雄巨蛋，但被分到號稱「死亡之組」的A組，使他們以分組第4之姿落入殘酷的外卡割喉戰，最後慘遭一日兩戰的東泰高中淘汰。
106學年度，青年高中重新來過，這次的籤運雖然好了一點，還是施展不開，再度掉進外卡割喉戰。這回一日兩戰的青年高中，先踩過木柵高工，卻再度被東泰高中擋在8強門外。徐國宏教練則是在球季結束後萌生退意，交出球隊兵符。2月1日由南山高中出身的許智超和鄧安誠接手，提早為下個賽季做準備。
107學年度，青年高中先在2018台中花博信念盃高中籃球錦標賽勇奪冠軍，增添在HBL大展拳腳的本錢。資格賽以B組第1晉級，並以70：60擺脫光啟高中糾纏晉級預賽；預賽被劃分到A組，靠著關鍵戰役擊退宜蘭高中重回傷心地高雄巨蛋，接著複賽以3分火炮掃射列強，搶下3勝與直接晉級8強的門票，不過在8強首戰絕殺南山高中之後，苦吞4連敗，再度與小巨蛋緣慳一面，最終在台中德比敗給東山高中後，以2勝5敗拿下第7名。
新一季的青年逢正逢換血大考驗，一共畢業10個高三球員，且新一批球員都是「素人中的素人」。本季青年高中僅2位球員有聯賽經驗，且新來的球員幾乎都是沒有打過球的素人，必須從最基本的打球觀念教起。
108學年度，青年高中預賽被劃分到A組，靠著關鍵戰役擊退治平高中和三民家商連續兩年前進高雄巨蛋，接著複賽搶下3勝2敗直接晉級8強的門票，最終繼99學年度後再置獲得第八名。
109學年度，青年高中預賽被劃分到A組，最終以分組第二晉級複賽，複賽分到B組最後只擊敗三重商工以分組第五對上A組第六萬能工商，最終以86：97結束HBL賽季，中斷連續兩年八強，明年從資格賽打起。
110學年度，青年高中從資格賽出發，最終以三戰全勝直接晉級外卡第二輪對萬能工商，最終以61：68結束HBL賽季，也是隊史成軍以來首度無緣預賽，明年再從資格賽打起。
111學年度，青年高中從資格賽出發，最終以三戰兩勝直接晉級外卡第一輪對基隆商工，最終以54：60結束HBL賽季，也是隊史成軍以來第二度無緣預賽，明年再從資格賽打起。
112學年度，青年高中從資格賽出發，最終以三戰兩勝直接晉級外卡第一輪對實力有段落差的和平高中，最終以90：42獲勝，與四度闖進12強的治平高中，上半場奠定勝利基礎最終以68：61相隔3年晉級16強。預賽被劃分到除了B組，雖然一度拉開兩位數分差，最後以83：79有驚無險擊退三重商工，最後一天對三民家商只要贏球前進高雄巨蛋，上半場落後六分，到下半場青年高中雖然試圖追近比分，只是整場比賽三分線只有44投7中，最終以61：77落敗，只能看著對手前進高雄巨蛋。
| 學年度    | 級別 | 成績   |
| --------- | ---- | ------ |
| 97學年度  | 甲級 | 第五名 |
| 99學年度  | 甲級 | 第八名 |
| 100學年度 | 甲級 | 第六名 |
| 104學年度 | 甲級 | 第五名 |
| 107學年度 | 甲級 | 第七名 |
| 108學年度 | 甲級 | 第八名 |

## 外部連結
- 臺中市私立青年高級中學 （页面存档备份，存于）